# Jessica Castles
Jessica Castles (West Surrey, Reino Unido, 16 de julio de 2002) es una deportista sueca que compite en gimnasia artística. En los Juegos Europeos de Minsk 2019 obtuvo una medalla de bronce en la prueba de suelo.

## Palmarés internacional
| Juegos Europeos | Juegos Europeos     | Juegos Europeos   | Juegos Europeos |
| Año             | Lugar               | Medalla           | Categoría       |
| --------------- | ------------------- | ----------------- | --------------- |
| 2019            | Minsk (Bielorrusia) | Medalla de bronce | Suelo           |